# Biznaga (banda)
Biznaga es una banda española de punk formada en 2012 por Álvaro García y Jorge Navarro, a los que más tarde se unieron Jorge 'Milky' Ballarín y Álvaro 'Torete' Casado. Han publicado cinco álbumes de estudio: Centro dramático nacional (2014), Sentido del espectáculo (2017), Gran pantalla (2020), Bremen no existe (2022) y ¡Ahora! (2024).
A principios del verano de 2024 Biznaga presentaron dos adelantos de su álbum ¡Ahora!, editado a través del sello Montgrí. Los dos temas de avance son «El entusiasmo», definido por la banda como una declaración de amor en tiempos de guerra, e «Imaginación política», planteado como una anticanción del verano crítica con el capitalismo. La presentación de estos temas fue seguida de una gira por la península y con dos fechas (12 y 13 de septiembre) en Londres.
A menudo Biznaga es una banda de punk muy contestataria y reivindicativa, ya que más allá del contenido de sus letras, muestran una gran implicación social en sus entrevistas. El 26 de noviembre de 2024 interpretaron en directo la canción «El futuro sobre plano» en el programa de TVE1 La revuelta, donde pudieron exponerse ante una audiencia de más de dos millones de espectadores en horario de máxima audiencia. Previamente, el grupo había sostenido una breve charla con el presentador David Broncano donde se abordó el problema de acceso a la vivienda en España.

## Discografía
- Centro dramático nacional (2014)
- Sentido del espectáculo (2017)
- Gran pantalla (2020)[7]
- Bremen no existe (2022)[8]
- ¡Ahora! (2024)